# Котис II (одриси)
Вижте пояснителната страница за други личности с името Котис.
Котис II (на старогръцки: Κότυς, Kótys) е цар на Одриското царство в Тракия от ок. 300 пр.н.е. до ок. 280 пр.н.е., наследник на баща си, Севт III.
Той е син на цар Севт III и първата му съпруга Гонимасе . Брат е на Ребулас и полубрат на Хебризелм II, Терес IV, Саток, Садала I, Скосток II, Скостоп и Орсоалт от втория брак на баща му с Береника.
Котис II е вероятно баща на Ройгос (Raizdos или Roigos), цар на одрисите ок. 280 пр.н.е. и баща на Котис III, цар от ок. 270 пр.н.е.